# Payao Poontarat
Payao Poontarat est un boxeur thaïlandais né le 18 octobre 1957 à Bangsapan et mort le 13 août 2006.

## Carrière
Il participe aux Jeux olympiques d'été de 1976 et crée la surprise en remportant à dix-huit ans seulement la médaille de bronze dans la catégorie des poids mi-mouches. Cette médaille est la première médaille olympique pour la Thaïlande.
Passé professionnel en 1981, il devient champion du monde des poids super-mouches WBC le 27 novembre 1983 après sa victoire aux points contre Rafael Orono. Poontarat défend ensuite sa ceinture aux dépens de Guty Espadas puis s'incline face à Jiro Watanabe le 5 juillet 1984. Battu également lors du combat revanche, il met un terme à sa carrière de boxeur en 1985.